# Sidentråding
Sidentråding (Inocybe geophylla) är en svampart. Enligt Catalogue of Life ingår Sidentråding i släktet Inocybe,  och familjen Inocybaceae, men enligt Dyntaxa är tillhörigheten istället släktet Inocybe,  och familjen Crepidotaceae. Arten är reproducerande i Sverige.

## Underarter
Arten delas in i följande underarter:
- geophylla
- lilacina

## Källor

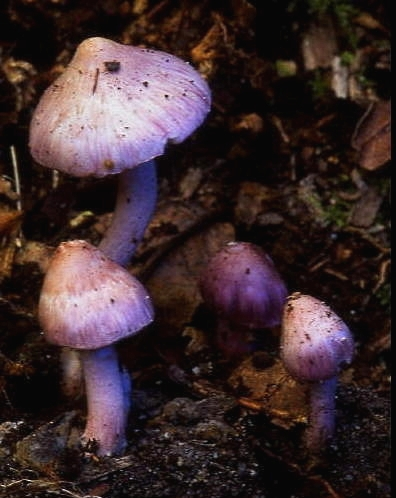
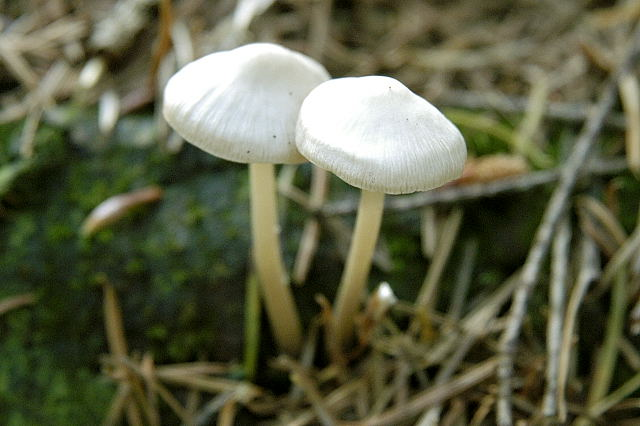
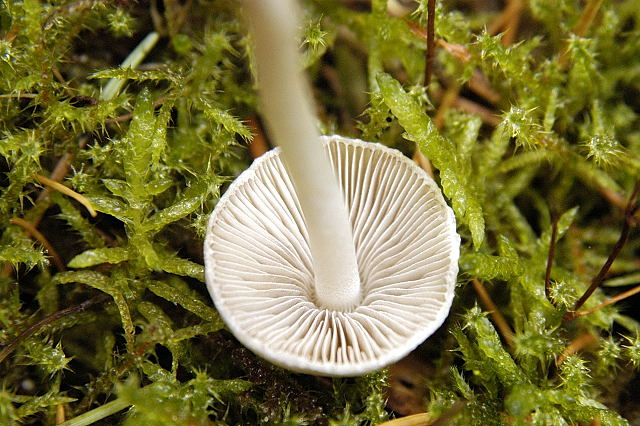